# Fontana della Chiavica del Bufalo
Fontana della Chiavica del Bufalo, även benämnd Fontana del Bufalo, är en fontän i hörnet av Largo del Nazareno och Via di Sant'Andrea delle Fratte i Rione Colonna i Rom.

## Beskrivning
Fontänens marmorplatta visar en lågrelief föreställande ett tjurhuvud, vilket utgör den italienska adelsätten Del Bufalos heraldiska djur. På bandet står det ORDO, som är ättens motto. Ovanför tjurhuvudet står det: S. P. Q. R. RESTITVTA A. D. MCMLVII. Ur två tappar porlar vattnet ner i ett rektangulärt kar. 
”Chiavica” ("kloak", "avloppstrumma") åsyftar det kloaksystem som släkten Del Bufalo lät anlägga på 1600-talet.
Dagens Fontana della Chiavica del Bufalo ersatte en tidigare fontän med en relief som föreställde en sovande nymf.

### Webbkällor
- ”Via del Nazareno” (på italienska). Roma Segreta. Arkiverad från originalet den 15 september 2021. https://archive.md/rUdYy. Läst 15 september 2021.
- ”Beveratoi Del Bufalo” (på italienska). info.roma.it. Arkiverad från originalet den 15 september 2021. https://archive.md/20Pvx. Läst 15 september 2021.